# Casa al carrer del Castell, 10 (Maçanet de Cabrenys)
La Casa al carrer del Castell, 10 és una obra de Maçanet de Cabrenys (Alt Empordà) inclosa a l'Inventari del Patrimoni Arquitectònic de Catalunya.

## Descripció
Edifici situat al costat de l'església, de planta rectangular amb planta baixa, pis i golfes amb coberta a dues aigües. La façana principal ha estat restaurada recentment, fet que ha provocat el canvi de la fesomia d'aquesta. Es conserva la gran porta rectangular amb una gran llinda, però algunes de les obertures del primer pis s'han tapat i les que s'han mantingut han estat tapades amb reixes. Les obertures de les golfes sí s'han mantingut, com també el paredat en pedra. Aquesta casa s'aixeca tocant el perímetre de l'antiga muralla que encerclava el nucli primitiu de Maçanet: l'actual plaça del Castell, centrada per l'església de St. Martí. Fins a cert punt podem dir que l'edificació reforça, si no substituí, el pany de muralla que ocupava, fet evident si ens adonem que a la part posterior de la casa apareixen dos petits matacans sustentats per mènsules amb un inequívoc caràcter defensiu.